# Solenopsis abdita
Solenopsis abdita es una especie de hormiga del género Solenopsis, subfamilia Myrmicinae.
Es originaria de Florida, pero se puede encontrar en los estados circundantes, aunque esto no está confirmado. Esta especie puede ser difícil de diferenciar de Solenopsis texana y Solenopsis carolinensis, pero existen algunas diferencias menores, como tener un escapo más largo y un pecíolo más ancho. Por lo tanto, el método principal para distinguir estas especies es utilizando principalmente reinas y machos, aunque lamentablemente solo se recolectan obreras, lo que dificulta la identificación correcta de esta especie. Se sabe que Solenopsis molesta anida en madera podrida en bosques de pino y encino, y se han recolectado obreras de la hojarasca en dichos bosques.

## Etimología
El nombre de la especie es una palabra latina que significa oculto. Esta es una referencia a la similitud visual de esta especie con Solenopsis carolinensis y Solenopsis texana y otros que hace que sea difícil de identificar y ha ayudado a retrasar el proceso de descripción de la especie.

## Distribución
Esta especie se encuentra en los Estados Unidos y Arabia Saudita.

## Apariencia
Las obreras de esta especie son de color amarillo y miden 1,1-1,3 mm (0,04-0,05 pulgadas) de largo, y son casi idénticos en apariencia a Solenopsis carolinensis y Solenopsis texana, así como a otras especies. Las reinas aparecen de color marrón a marrón oscuro, con alas blancas; estas hembras reproductoras, junto con los machos, son la principal evidencia utilizada para identificar esta especie, ya que son fácilmente distinguibles de las hormigas reproductoras de otras especies.